# Katastrofa holownika „Krab”
Katastrofa holownika „Krab” – katastrofa, do której doszło 6 lipca 1945. Holownik „Krab”, holujący barkę w porcie gdyńskim wszedł na minę, co spowodowało zniszczenie i zatonięcie obu jednostek. Śmierć poniosło około 60 osób. Była to największa katastrofa morska w Gdyni.

## Przebieg
Holownik „Krab” o długości około 20–25 metrów, napędzany silnikiem wysokoprężnym o mocy około 70 KM został znaleziony w kwietniu 1945, dryfujący w pobliżu portu. Przekazany przez radziecką marynarkę wojenną polskim władzom, znalazł się w użytkowaniu gdyńskiego Urzędu Morskiego i wykonywał różne prace w porcie. Jednym z zadań było utrzymywanie komunikacji z Helem (komunikacja lądowa z Helem wówczas prawie nie istniała).
Wojska niemieckie, wycofując się z Gdyni, dokonały wielkich zniszczeń w porcie. Główne wejście blokował zatopiony pancernik „Gneisenau”, zaś w basenach portowych znajdowały się miny. Oczyszczanie i rozminowywanie postępowało powoli i większa część portu była wyłączona z użytku lub dostępna tylko dla małych jednostek drewnianych.
6 lipca 1945 „Krab” otrzymał polecenie przyholowania z Helu barki załadowanej dobytkiem likwidowanej radzieckiej komendantury wojskowej w Helu. Mimo że trasa z Gdyni na Hel nie była jeszcze prawidłowo sprawdzona i oznakowana, statki (w tym „Krab”) rutynowo wykonywały na niej rejsy.
Po przybyciu do portu w Helu, „Krab” zacumował przy barce i połączył hol. Barka była załadowana, a przed odpłynięciem na pokład barki oraz na holownik zabrano pasażerów. Nie zachował się żaden dokument będący pełnym spisem pasażerów. Wiadomo, że na barce i holowniku znajdowało się między innymi co najmniej dwunastu milicjantów w podróży służbowej, pięciu żołnierzy radzieckich, kilku (5-9) jeńców niemieckich, dwóch polskich urzędników i kilkadziesiąt osób cywilnych. Przed godziną 15:00 „Krab” z barką na holu opuścił Hel.
Około godziny 16:25 zespół holowniczy wszedł do portu w Gdyni. Szyper holownika skierował się do Nabrzeża Rybackiego, jednak dowodzący żołnierz radziecki rozkazał skierować się do Basenu Prezydenta, do Nabrzeża Pomorskiego. Szyper posłuchał tego rozkazu. O 16:30, gdy rozpoczęto manewry podejścia do nabrzeża, pod rufową częścią barki nastąpił bardzo silny wybuch, który zniszczył całkowicie barkę oraz holownik.
Natychmiast została podjęta akcja ratunkowa, w której uczestniczył holownik Marynarki Wojennej (dawniej kuter pilotowy) „Korsarz” oraz marynarze radzieccy z oddziału oczyszczającego port. Liczba uratowanych według różnych źródeł wynosi 9–11 osób. Dokumenty z epoki nie zawierają pełnej listy ofiar ani nawet ich wiarygodnej dokładnej liczby. Późniejsze badania archiwalne pozwoliły zidentyfikować 44 osoby, do tego należy dodać kilku żołnierzy radzieckich, jeńców niemieckich oraz jeszcze kilku lub kilkunastu obywateli polskich. Wśród ofiar śmiertelnych znalazł się szyper holownika Kazimierz Bednarski oraz radziecki dowódca, porucznik Anatolij Lebiediew.
Katastrofa była badana przez komisję Urzędu Morskiego oraz Izbę morską (była to pierwsza sprawa izby morskiej w powojennej Polsce). Nie przypisano nikomu winy, uznając, że żegluga w istniejących warunkach była uzasadniona wyższą koniecznością.